# Martin Frommhold
Martin Frommhold (* 20. Juni 1880 in Dörnthal/Sachsen; † 10. April 1933 in Hannover) war ein deutscher Jurist, Bürgermeister sowohl von Westerland auf Sylt sowie der Stadt Stade, Landschaftsrat, Abgeordneter der Deutschen Demokratischen Partei (DDP) im Hannöverschen Provinziallandtag sowie Opfer des Nationalsozialismus.

## Leben und Wirken
Geboren zur Zeit des Deutschen Kaiserreichs als Sohn eines evangelischen Theologen im erzgebirgischen Ort Pfaffrode, absolvierte Martin Frommhold sein Abitur 1899 in Chemnitz und studierte dann Rechtswissenschaften an der Universität München sowie an der Universität Leipzig. 1903 wurde Frommhold promoviert.
Bereits 1908 wurde Martin Frommhold auf Sylt zum Bürgermeister von Westerland gewählt, behielt dieses Amt bis 1915 nach dem Beginn des Ersten Weltkrieges bei und wurde noch im selben Jahr zum Bürgermeister der Stadt Stade gewählt, wo er dieses Amt bis 1925 ausübte. Als Bürgermeister Stades fungierte er auch als Landschaftsrat im Landtag der Landschaft der Herzogtümer Bremen und Verden.
Zuvor schon war Frommhold 1914 zum Vorsitzenden des Stader Geschichts- und Heimatvereins gewählt worden, in dem er ebenfalls bis 1925 tätig war und beispielsweise im Stader Archiv über Die Erweiterung der Stadt Stade schrieb.
Frommhold 1919 bis 1920 für den Wahlbezirk Stade (ab dem 1. September 1919 als Nachrücker für Ulrich Dumrath), 1921 bis 1925 für den Wahlbezirk Achim und 1925 bis 1929 für den Wahlbezirk Hannover-Stadt in den Hannöverschen Provinzialtag gewählt worden und vertrat dort 1919 als Fraktionsvorsitzender bis 1929 die Interessen der DDP. 1927 bis 1929 war er Vizepräsident des Landtags.

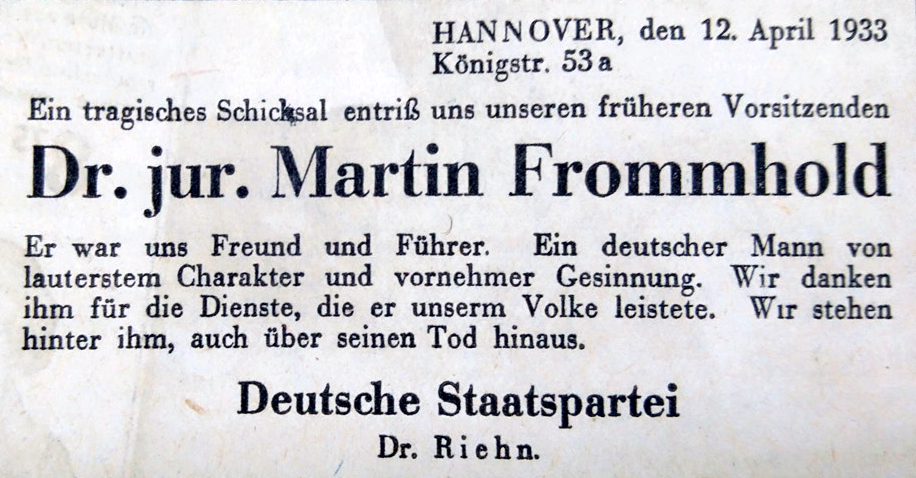
Traueranzeige von 1933 der Deutschen Staatspartei, vertreten durch Dr. Riehn im Hannoverschen Anzeiger

Ab 1925 und bis 1933 arbeitete Martin Frommhold bei der Landesversicherungsanstalt Hannover, der späteren Deutschen Rentenversicherung Braunschweig-Hannover.
1931 übernahm Frommhold den Posten des 1. Vorsitzenden der Wilhelm-Busch-Gesellschaft.
Nach der Machtübernahme durch die deutschen Nationalsozialisten und einer Rufmord-Kampagne wählte Martin Frommhold schon am 10. April 1933 in Hannover den Freitod, um den „Drangsalierungen und den Schikanen der SA, die sich im Rausch einer ‚Nationalen Revolution‘ austobte“, zu entgehen.

## Schriften (Auswahl)
- Martin Frommhold: Die Erweiterung der Stadt Stade. In: Stader Archiv, Zeitschrift des Stader Geschichts- und Heimat-Vereins, Neue Folge, Heft 15, Stade: 1925[3]

## Ehrungen

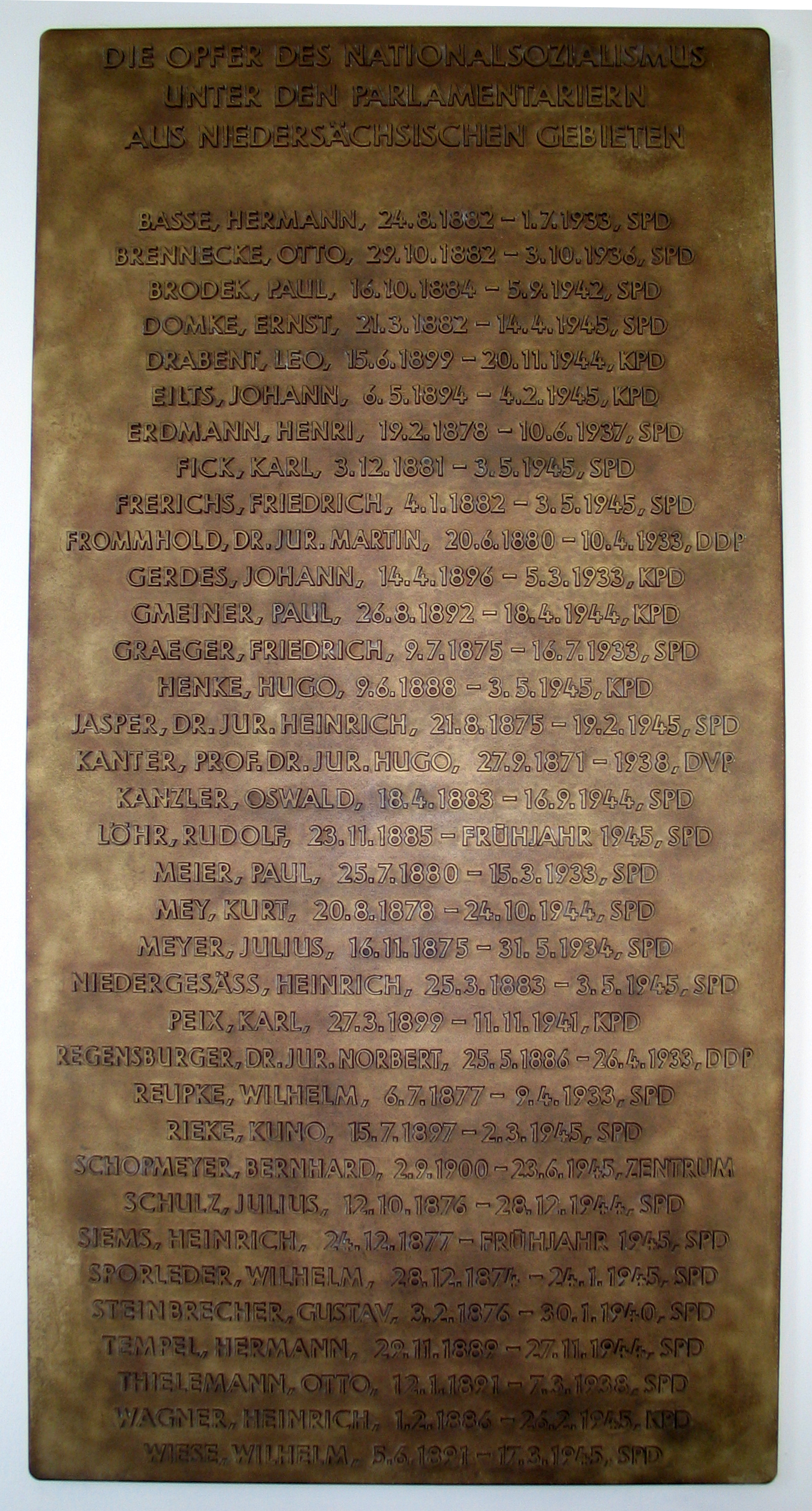
Die 2007 im Niedersächsischen Landtag installierte Gedenktafel „Die Opfer des Nationalsozialismus unter den Parlamentariern aus niedersächsischen Gebieten“

- In Stade gibt es eine Frommholdstraße.[8] Die Stadt Stade hatte noch zu seinen Lebzeiten 1928 die Frommholdstraße nach ihrem ehemaligen Bürgermeister benannt. 1933 wurde sie umbenannt und 1945 wieder rückbenannt.
- Die 2007 im Leineschloss durch den Niedersächsischen Landtag eingeweihte Gedenktafel[9] Die Opfer des Nationalsozialismus unter den Parlamentariern aus niedersächsischen Gebieten erinnert unter anderem an den Parlamentarier Martin Frommhold.[4]